# Србијагас
Србијагас (полное название: ЈП Србијагас Нови Сад) является государственным поставщиком природного газа в Сербии. Нынешний Генеральный директор компании Душан Баятович.

## История
Сербская газовая промышленность имеет более чем пятидесятилетнюю историю. Компания Сербиягаз была создана по решению Правительства Республики Сербия 1 октября 2005 года в результате реструктуризации интегрированной нефтяной компании NIS. Компания  базировалась на подразделениях NIS-Gas,  NIS-Energogas и части NIS-Jugopetrol.
Весь газовый сектор республики, включая научное исследование, производство, транспортировку, распределение и торговлю природным газом, был интегрирован с нефтяным сектором в совместное предприятие нефтяной промышленности Сербии. После интегрирования  подразделения NIS и NIS-Газ Энергогаз стали ответственными за разработку и эксплуатацию природного газа, а также в полной мере стали участвовать в работе в области распределения и транспортировки газа.
Главные этапы развития газовой отрасли в Сербии:
1951 г. — Начало строительства системы газопроводов для транспортировки газа.
1963 г. — Завершение участка трубопровода газа Мокрин-Кикинда-Елемир-Велика Греда-Панчево.
1979 г. — Запуск газопровода Хоргош-Батайница («столб»). Газопровод «столб» является основной частью газотранспортной системы в Сербии.
1979 г. — Начало транзита природного газа в Боснию и Герцеговину.
1980-е гг. — Начало строительства транспортных трубопроводов в центральной Сербии.
1987 г. — Запуск программы развития системы распределения.
1991 г. — Начало строительства газораспределительных сетей в центральной Сербии.
1995 г. — Начало строительства участков транспортной системы Пояте-Ниш.
2003 г. — Начало прокладки трубопровода под руслом Дуная.
2005 г. — Начало строительства ПХГ Банатский Двор.

## Основные обязанности компании
- Снабжение рынков природным газом.
- Развитие систем передачи, распределения и хранения и их безопасное управление.
- Развитие возможностей для создания новых маршрутов и источников поставок с помощью связи транспортировочных систем с соседними странами.
- Разработка рациональных подходов и применения энергосберегающего природного газа с учётом охраны окружающей среды и принципов устойчивого развития.[2]